# معركة أبين (2019)
معركة أبين هي معركة وقعت في محافظة أبين اليمنية، بين قوات الجيش اليمني الموالية للرئيس هادي، وقوات تابعة للمجلس الانتقالي الجنوبي، بدأت الاشتباكات في 20 أغسطس 2019،  بعد أن سيطرت قوات الانتقالي على معسكر «الشرطة العسكرية» في منطقة الكود ومعسكر «الأمن الخاص» في مدينة زنجبار عاصمة محافظة أبين بعد مواجهات عنيفة استمرت عدة ساعات.
في 22 أغسطس وصلت تعزيزات عسكرية مكونة من 50 طقماً عسكرياً، إلى لواء «الأماجد» العسكري شرقي مديرية لودر الذي تأسس في يونيو 2019 بدعم سعودي.
وتعثر وصول التعزيزات العسكرية إلى لواء «الأماجد» الأسبوع الماضي بعدما أندلعت مواجهات بين القوات الحكومية والقوات الموالية للمجلس الانتقالي الجنوبي وأفضت في النهاية إلى فرض المجلس الجنوبي المدعوم من الإمارات سيطرته على مدينة عدن.
في 24 أغسطس تعرضت تعزيزات عسكرية تابعة للانتقالي لكمين نفذه مسلحون قبليون، في مديرية المحفد بمحافظة أبين، وسقط في الكمين قتلى وجرحى، وذلك أثناء توجهها من عدن لتعزيز قوات الانتقالي في محافظة شبوة.
في 25 أغسطس رفض قائد اللواء 115 مشاة في مديرية لودر العميد سيف القفيش مقترح لجنة تفاوض اللواء لقوات المجلس الانتقالي.
في 26 أغسطس أعلن «العميد علي عوض المحوري» قائد الحزام الأمني في المنطقة الوسطى شرقي محافظة أبين، أنضمامه للقوات الحكومية بقيادة الرئيس هادي.
في 27 أغسطس اشتبكت قوات من اللواء 115 مشاة مع قوات الحزام الأمني قرب مثلث الكهرباء عند مدخل مديرية لودر من بلدة العين المجاورة، إثر خروج قوات من اللواء العسكري الموالي للحكومة للتمركز قرب محطة كهرباء لودر، ووصلت قوات من الجيش الحكومي قادمة من منطقة بلحاف في محافظة شبوة إلى مدينة أحور الواقعة على ساحل البحر العربي، وتمركزت فيها بالتزامن مع انسحاب قوات من الحزام الأمني منها. وأتجهت قوات أخرى نحو بلدة شقرة الساحلية شرقي زنجبار مركز العاصمة.
في يوم الأربعاء 28 أغسطس سيطرت قوات من اللواء 115 مشاة و«اللواء الخامس مشاة» ووحدات من قوات الجيش القادم من محافظة شبوة، على موقع «قرن الكلاسي» التابع للحزام الأمني،  وشهد مثلث «شقرة» شرقي أبين مواجهات بالسلاح الثقيل والمتوسط بين القوات الحكومية وقوات الحزام الأمني، وتغلب الجيش على مقاتلي «الانتقالي» في شقرة ودخل مدينة زنجبار عاصمة محافظة أبين.